# The Munsters
The Munsters (no Brasil, Os Monstros) é uma série de televisão que foi ao ar no dia 24 de Setembro de 1964 até 1966 pela rede de televisão CBS. No Brasil ela estreou na TV Globo, e após alguns anos foi exibida pelo SBT e pela Nickelodeon, no Nick at Nite. Em 1966 foi lançado o longa-metragem "Monstros à Solta", quando a série já estava em declínio. Os episódios eram em preto & branco. O filme de 1966 Munster, Go Home! foi em cores.

## Elenco principal
- Fred Gwynne - Herman
- Yvonne De Carlo - Lily
- Al Lewis - Vovô

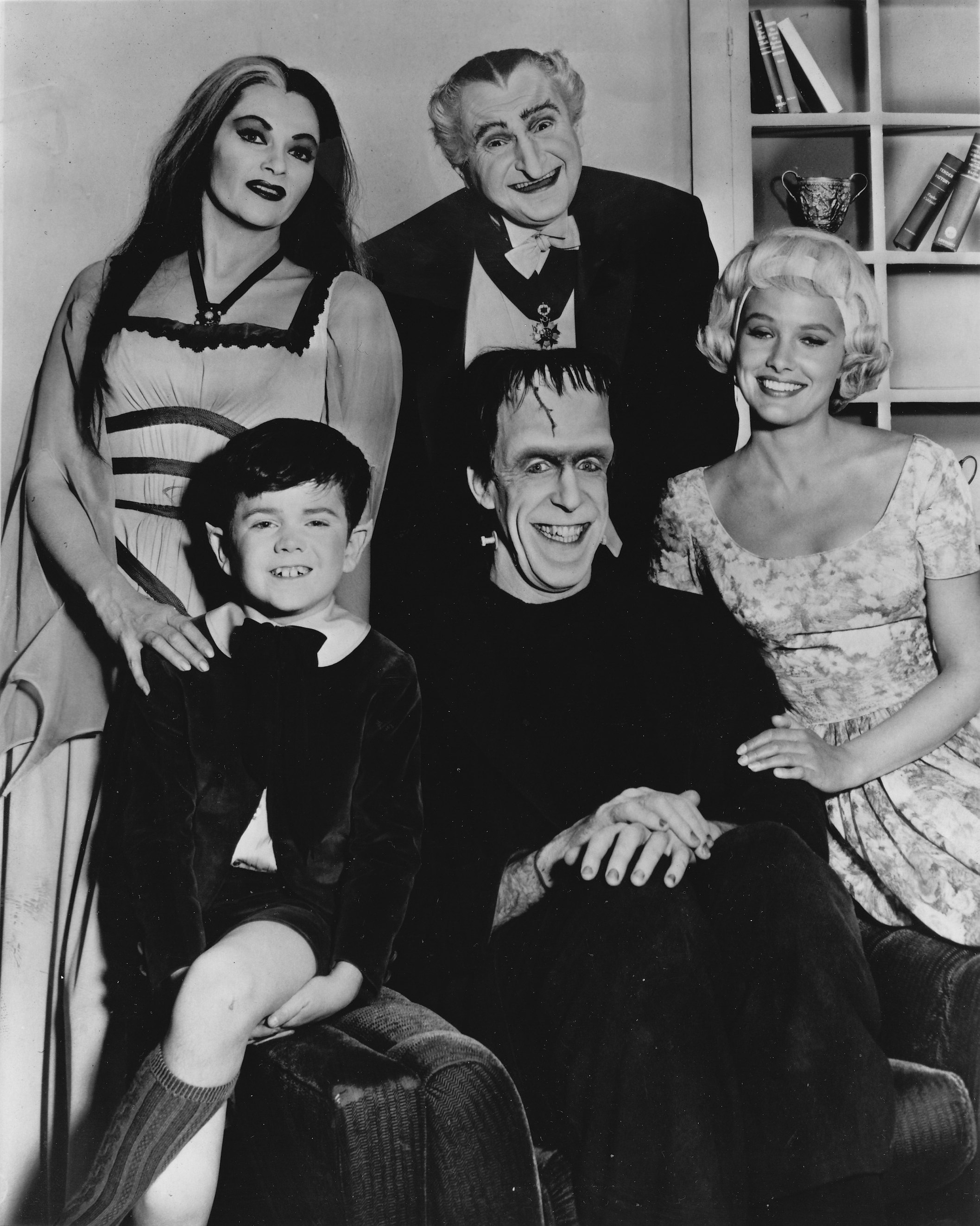
O elenco principal em 1964

- Beverley Owen- Marilyn (até o episódio 13)
- Pat Priest - Marilyn (episódio 14 ao 70)
- Butch Patrick - Eddie

(Elenco segundo Nick at Nite's Classic TV Companion)

## Elenco secundário
- Dr. Edward H. Dudley (1ª Temporada)...Paul Lynde em episódios #4 ("Rock-a-Bye Munster"), #6 ("Lo-Cal Munster"), e #19, ("Eddie's Nickname")[2]
- Dr. Edward H. Dudley (2ª Temporada)...Dom DeLuise em episódio #55 ("Just Another Pretty Face")[3]
- Clyde Thornton...Chet Stratton em episódios #53 (""Herman's Peace Offensive") e #61 ("Cyrano de Munster")[4]
- Sr. Gateman...John Carradine em episódios #37 ("Herman's Raise,") e #62 ("The Musician")[5]
- O corvo (voz)...Mel Blanc, Bob Hastings [6]

## Enredo

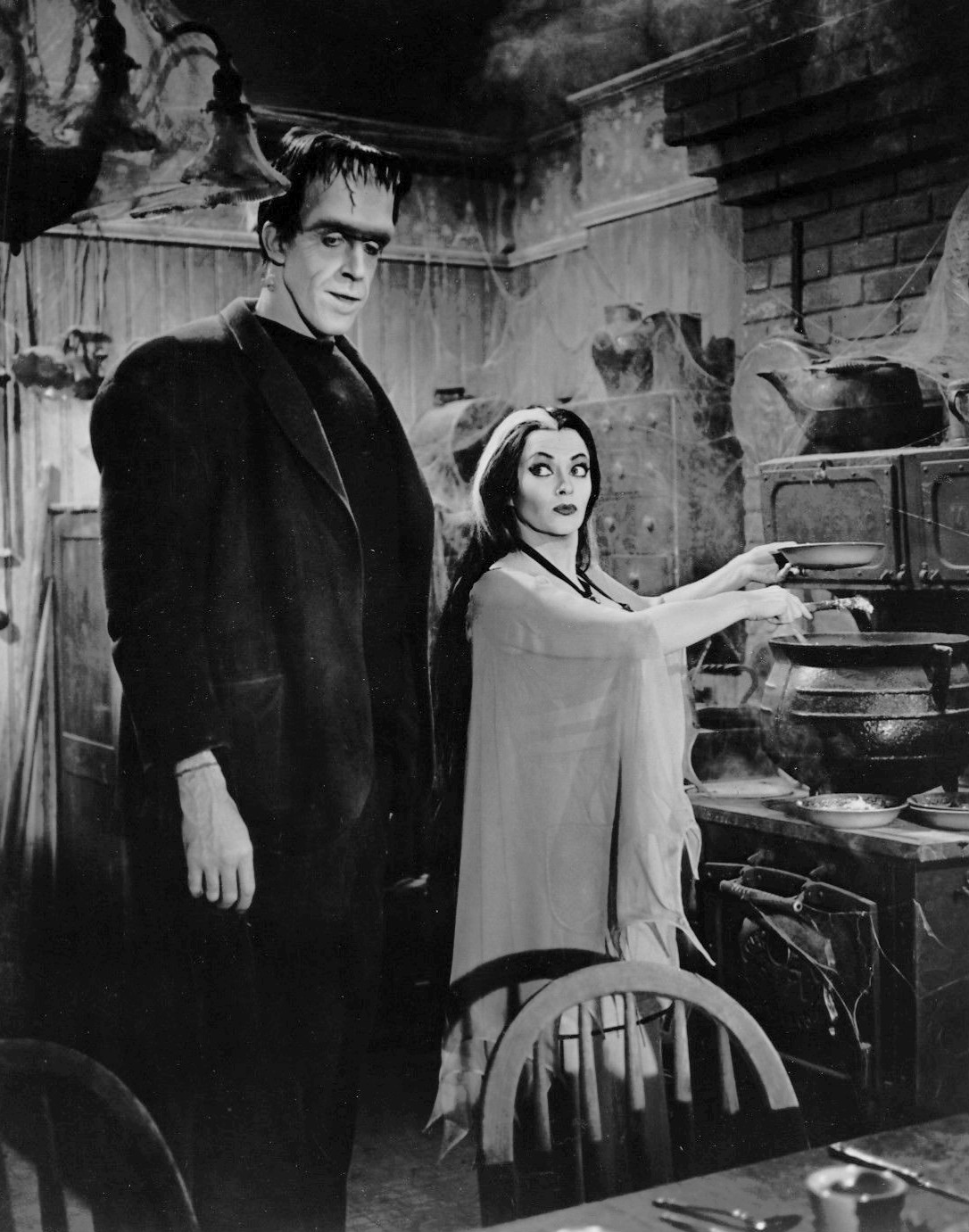
Herman e Lily na cozinha

A família Monstro vivia como uma típica família trabalhadora de classe média dos subúrbios das grandes cidades, apesar da casa em que moravam se parecer com uma mansão gótica de estilo vitoriano. O chefe da família era Herman, mas quem tomava as decisões era a esposa Lily. Herman possui a aparência clássica do monstro de Frankenstein, muito forte e de mentalidade um pouco infantil. Ele trabalhava numa funerária. Assim como Lily, o vovô era um vampiro (ele se vestia como o Conde Drácula dos filmes antigos). O vovô vivia com o casal e as vezes arrumava algum trabalho para ajudar nas despesas. O filho era Eddie, um lobisomem mirim ainda na escola. Havia também a adolescente muito bonita Marilyn, sobrinha do casal, a única de aparência humana. Quando ela trazia um pretendente para casa (o que acontecia com frequência), a aparência de Herman os fazia fugir. Ele e Marilyn achavam que isso acontecia por ser ela "muito feia".
A família se integrava na comunidade, com os vizinhos tolerando-os em função da sua amabilidade para com eles. Mas assustavam todos os que os viam pela primeira vez.

## Nova série
A série foi levada ao ar em 1964 primeiramente como Os Monstros, em 1988 foi mudado para a Família Monstro, a mudança de nome foi devido a troca de estúdio de produção, a mudança para o título de The Munsters Today, exibida no período de 1988 a 1991, com 72 episódios. Na trama, a família havia ficado adormecida por 22 anos por causa de uma experiência mal-sucedida do vovô. Os atores principais eram John Schuck (Herman), Lee Meriwether (Lily), Howard Morton (Vovô) e Jason Marsden (Eddie). Marilyn foi interpretada por Mary-Ellen Dunbar no primeiro episódio e Hilary Van Dyke depois. Desta feita a série era colorida, adaptada para os anos 80.

## Filmes e desenho
- Munster, Go Home! (1966). Neste filme, (como no episódio 36 do série original) aparece o carro "Dragula".[7]

- The Mini Munsters (1973), desenho de 23 minutos exibido pelo canal ABC.

- The Munsters' Revenge (1981), filme para a TV, com o trio de protagonistas original. Eddie e Marilyn foram interpretados por K.C. Martel e Jo McDonnell respectivamente.

- Here Come the Munsters (1995), outro filme para a TV. Participações especiais de DeCarlo, Lewis, Patrick e Priest com fregueses do restaurante onde Herman trabalha como garçom.

- The Munsters' Scary Little Christmas (1996). Vovô captura acidentalmente o Papai Noel e cabe a família, especialmente Herman, que é grande fã do Papai Noel, ajudar o bom velhinho a salvar o Natal.

## Quadrinhos
A editora Gold Key Comics publicou os quadrinhos dos Monstros, em revista com 16 números (1965- 1968). Nas capas, fotos da série de TV. A Gold Key não era submetida ao código de ética que proibia vampiros nos quadrinhos da época.

## Lista de episódios
Nesta lista estão relacionados os 70 episódios da série, feitos em duas temporadas.
1ª Temporada - 1964/65 - 38 episódios.
- #1 — "Munster Masquerade" ("O Monstro Mascarado")
- #2 — "My Fair Munster" ("Meu Monstro Formoso")
- #3 — "A Walk on the Mild Side" ("Um Passeio Pelo Lado Macio")
- #4 — "Rock-a-Bye Munster" ("Durma Bem Monstro")
- #5 — "Pike's Pique" ("A Irritaçãozinha de Senhor Pike")
- #6 — "Low-Cal Munster" ("Monstro de Baixa Caloria")
- #7 — "Tin Can Man" ("O Homem de Lata")
- #8 — "Herman the Great" ("Herman o Grande")
- #9 — "Knock Wood, Here Comes Charlie" ("Bata na Madeira, Charlie Chega")
- #10 — "Autumn Croakus" ("Açassinafrão de Outono") - o título é um trocadilho: crocus no inglês, como no português, é o gênero açafrão; croak (literalmente "coaxar") é uma gíria para "morrer")
- #11 — "The Midnight Ride of Herman Munster" ("O Passeio à Meia-Noite de Herman Munster")
- #12 — "The Sleeping Cutie" ("A Gracinha Adormecida")
- #13 — "Family Portrait" ("Retrato da Fámilia")
- #14 — "Grandpa Leaves Home" ("Vovô Sai de Casa")
- #15 — "Herman's Rival" ("O Rival de Herman")
- #16 — "Grandpa's Call of the Wild" ("O Grito da Selva de Vovô")
- #17 — "All-Star Munster"
- #18 — "If a Martian Answers, Hang Up" ("Se um Marciano Atender, Desligue")
- #19 — "Eddie's Nickname" ("O Apelido de Eddie") - nas semanas depois o assassinato de George Floyd por um policial nos Estados Unidos na primavera de 2020, uma conversa anti-racista que Herman contó a Eddie neste episódio tornou-se um vídeo viral.[9][10]
- #20 — "Bats of a Feather" ("Morcegos da Mesma Pluma")
- #21 — "Don't Bank on Herman" ("Não Dê Crédito a Herman") - o título é um trocadilho: o enredo do filme envolve um assalto a banco; no inglês bank é "banco" e bank on é "confiar em"
- #22 — "Dance with Me, Herman" ("Dance Comigo, Herman")
- #23 — "Follow That Munster" ("Siga Aquele Monstro")
- #24 — "Love Locked Out" ("Amor Bloqueado")
- #25 — "Come Back Little Googie"
- #26 — "Far Out Munsters" ("Monstros Extravagantes")
- #27 — "Munsters on the Move" ("Monstros Mudam")
- #28 — "Movie Star Munster" ("Monstro Estrela de Cinema")
- #29 — "Herman the Rookie" ("Herman o Novato")
- #30 — "Country Club Munsters" ("Monstros do Clube de Campo")
- #31 — "Love Comes to Mockingbird Heights" ("O Amor Chega a Mockingbird Heights")
- #32  — "Mummy Munster" ("A Múmia Monstro")
- #33 — "Lily Munster, Girl Model" ("A Modelo, Lily Monstro")
- #34 — "Munster the Magnificent"  ("Monstro, o Magnífico")
- #35 — "Herman's Happy Valley" ("O Vale Feliz de Herman")
- #36 — "Hot Rod Herman"
- #37 — "Herman's Raise" ("Um Aumento para Herman")
- #38 — "Yes, Galen, There Is a Herman" ("Sim, Galen, Há um Herman")

2ª Temporada - 1965/66 - 32 episódios
- #39 — "Herman's Child Psychology" ("A Piscológia Infantil do Herman")
- #40 — "Herman the Master Spy" ("Herman o Espião Mestre")
- #41 — "Bronco Bustin' Munster" ("Monstro Dominando um Cavalo de Rodeio")
- #42 — "Herman Munster, Shutterbug" ("Herman Munster, Fotógrafo Amador")
- #43 — "Herman, Coach of the Year" ("Herman, Treinador do Ano")
- #44 — "Happy 100th Anniversary" ("Feliz 100º Aniversário")
- #45 — "Operation Herman" ("Operação Herman")
- #46 — "Lily's Star Boarder" ("O Inquilino Excelente da Lily")
- #47 — "John Doe Munster" ("Monstro Anônimo")
- #48 — "A Man for Marilyn" ("Um Homem para Marilyn")
- #49 — "Herman's Driving Test" ("O Teste de Direção de Herman")
- #50 — "Will Success Spoil Herman Munster?"
- #51 — "Underground Munster" ("O Monstro Subterrâneo")
- #52 — "The Treasure of Mockingbird Heights" ("O Tesouro do Mockingbird Heights")
- #53 — "Herman's Peace Offensive" ("A Ofensiva de Paz de Herman")
- #54 — "Herman Picks a Winner" ("Herman Escolhe um Vencedor")
- #55 — "Just Another Pretty Face"
- #56 — "Big Heap Herman"
- #57 — "The Most Beautiful Ghoul in the World" ("A Ghoul Mais Bonita do Mundo")
- #58 — "Grandpa's Lost Wife" ("A Esposa Perdida de Vovô")
- #59 — "The Fregosi Emerald" ("A Esmeralda Fregosi")
- #60 — "Zombo"
- #61 — "Cyrano de Munster"
- #62 — "The Musician" ("O Músico")
- #63 — "Prehistoric Munster" ("O Monstro Pré-Histórico")
- #64 — "A Visit from Johann" ("Uma Visita do Johann")
- #65 — "Eddie's Brother" ("O Irmão de Eddie")
- #66 — "Herman, the Tire Kicker"
- #67 — "A House Divided" ("Uma Casa Separada")
- #68 — "Herman's Sorority Caper"
- #69 — "Herman's Lawsuit" ("A Ação Judicial de Herman")
- #70 — "A Visit from the Teacher" ("Uma Visita da Professora")

## Dubladores brasileiros
1ª Dublagem: Herbert Richers/DublaSom Guanabara
- Narrador de abertura: Milton Rangel
- Herman: Milton Rangel
- Lilly: Glória Ladany
- Vovô: Magalhães Graça
- Eddie: Cleonir dos Santos
- Marilyn: Carmen Sheila

Redublagem: Mastersound
- Herman: Luís Antônio Lobue
- Lilly: Arlete Montenegro
- Vovô: Gileno Santoro
- Eddie: Thiago Keplmair
- Marilyn: Márcia Regina